# Saint-Georges-des-Agoûts
Saint-Georges-des-Agoûts is een gemeente in het Franse departement Charente-Maritime (regio Nouvelle-Aquitaine) en telt 245 inwoners (1999). De plaats maakt deel uit van het arrondissement Jonzac.

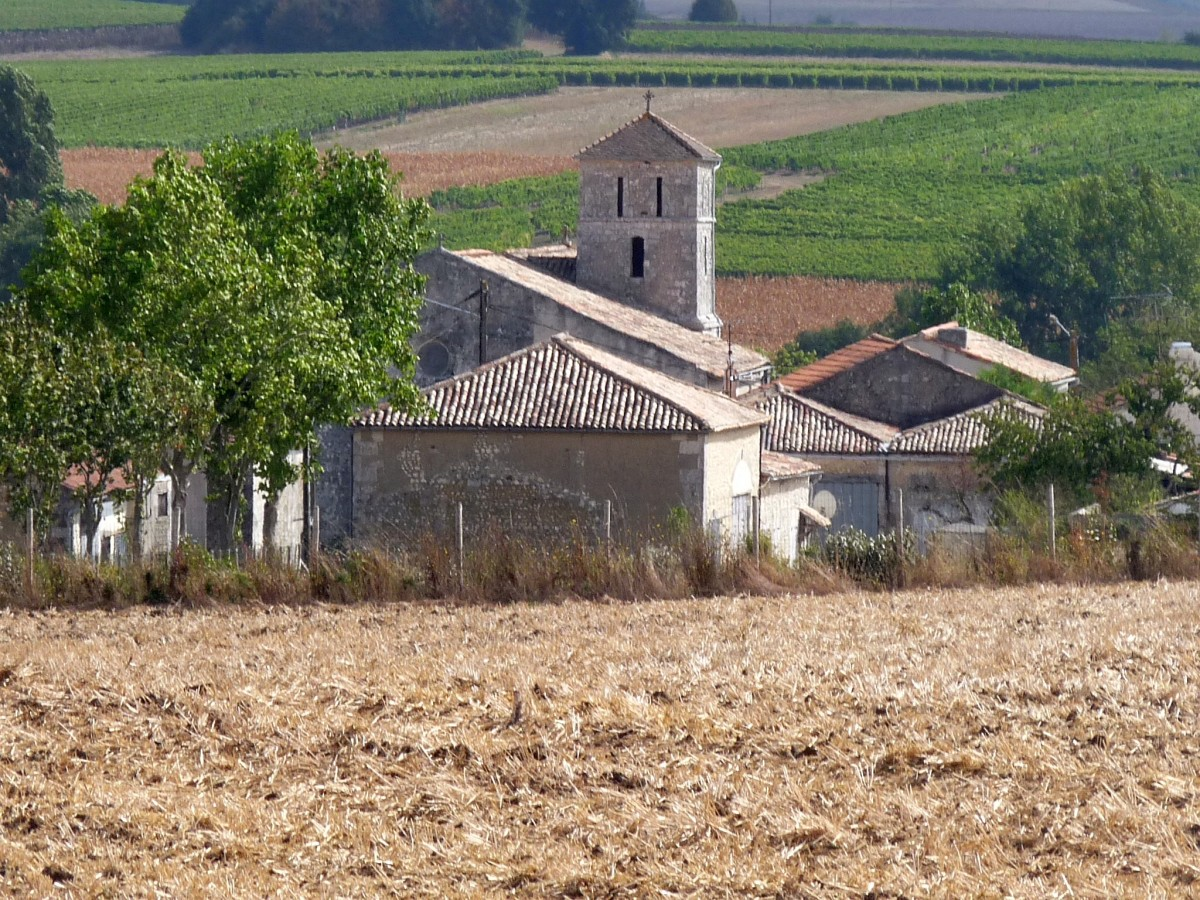
Saint-Georges-des-Agoûts
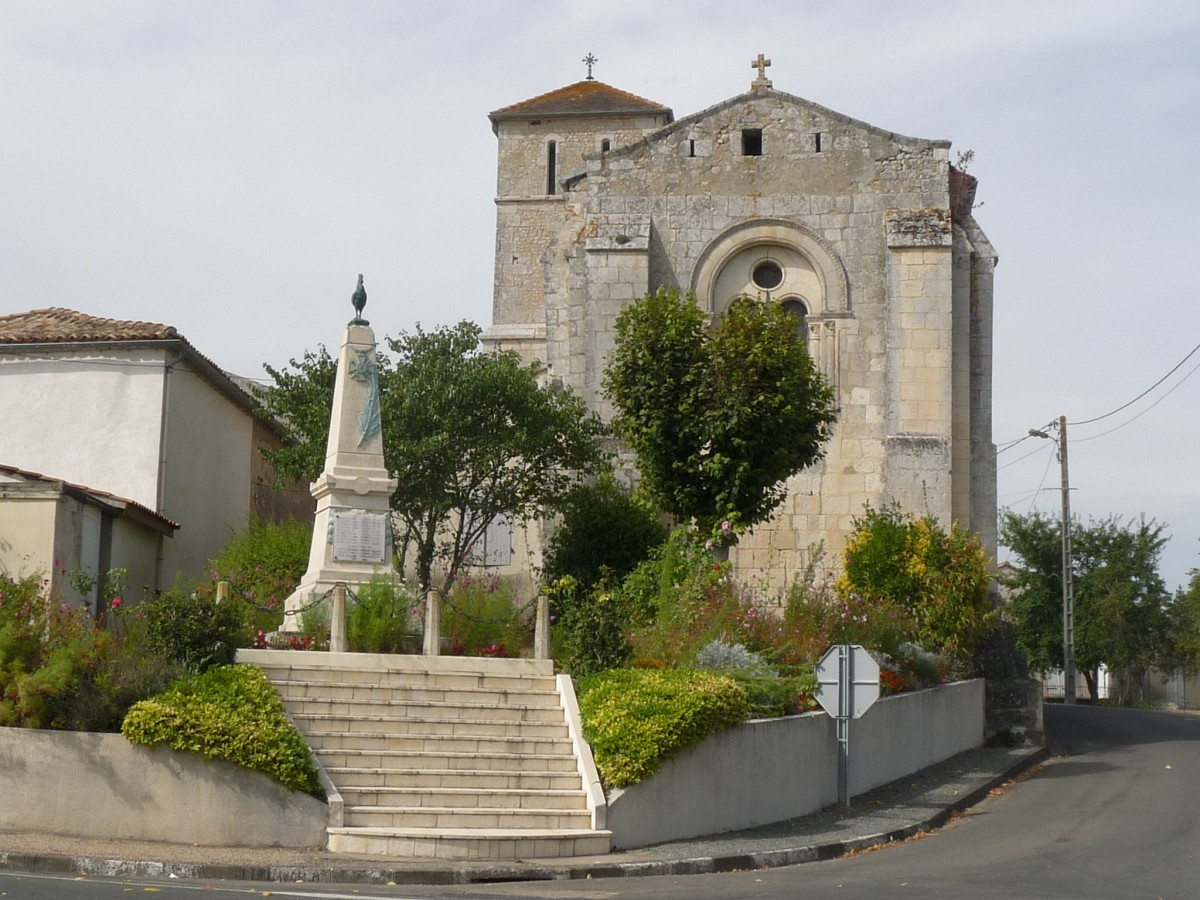
Centrum van Saint-Georges-des-Agoûts
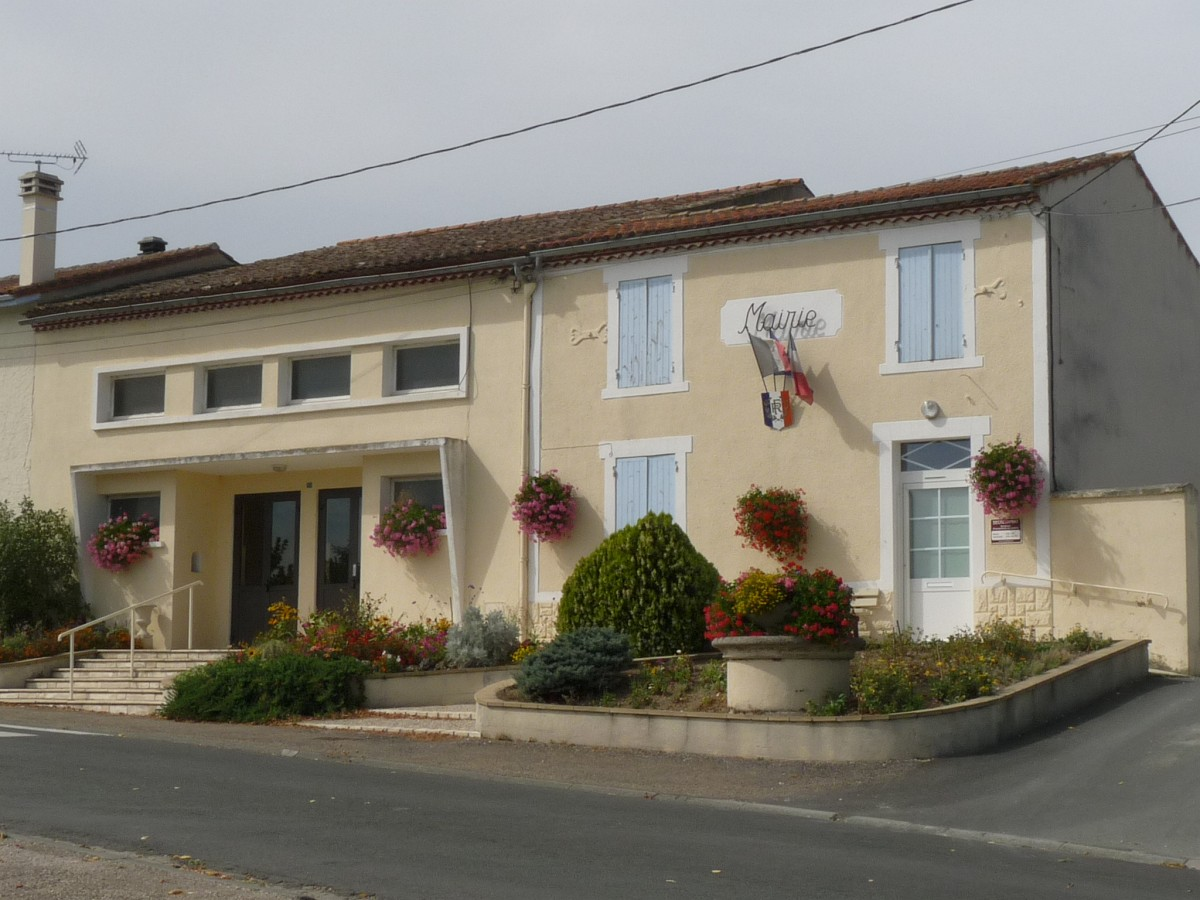
Gemeentehuis

## Geografie
De oppervlakte van Saint-Georges-des-Agoûts bedraagt 6,2 km², de bevolkingsdichtheid is 39,5 inwoners per km².
De onderstaande kaart toont de ligging van Saint-Georges-des-Agoûts met de belangrijkste infrastructuur en aangrenzende gemeenten.

## Demografie
Onderstaande figuur toont het verloop van het inwonertal (bron: INSEE-tellingen).